# Cryptocephalus violaceus
Cryptocephalus trimaculatus је врста тврдокрилца из породице буба листара (Chrysomelidae).

## Распрострањење
Cryptocephalus violaceus је становник Средње и Јужне Европе. Нема је у Скандинавији ни на Британским Острвима. На исток сеже до источне Украјине. У Србији је најчешће бележена у средишњем делу.

## Опис
Инсект је дуг 4–7 mm. Боја је тегет, са металним сјајем и примесом зелене или љубичасте нијансе. Покрилца имају неправилно распоређена удубљења. Антене и ноге су потпуно црни. 

## Биологија
Одрасли инсекти се могу наћи од маја до августа. Хране се првенствено биљкама из породице Asteraceae. Ларве имају заштитни џак који их чува од грабљиваца. Оне се хране зељастим биљкама.